# Nikolai Tanajew

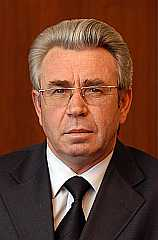
Nikolai Tanajew, 2009

Nikolai Timofejewitsch Tanajew (kirgisisch/russisch Николай Тимофеевич Танаев, wiss. Transliteration Nikolaj Timofeevič Tanaev; * 5. November 1945 in Michailowka, Oblast Pensa, Sowjetunion; † 19. Juli 2020 in Moskau) war von 2002 bis 2005 Premierminister von Kirgisistan unter Präsident Askar Akajew. Er war ethnischer Russe.
Tanajew schloss 1969 als Hauptbauingenieur am Bewässerungs/Entwässerungskonstruktionsinstitut in Dschambul, heute Taras (Kasachstan) ab, in dieser Richtung war er jahrelang tätig. Von 1979 bis 1984 war er im Stadtrat von Osch (Kirgisistan), 2001 wurde er Vizepremierminister. Nach dem Rücktritt von Kurmanbek Bakijew am 22. Mai 2002 war er zunächst geschäftsführender, danach offizieller Premierminister. Am 24. März 2005 trat er im Zuge der Parlamentswahl in Kirgisistan 2005 (Tulpenrevolution) zurück.

## Einzelnachweis
1. ↑  Экс-премьер-министр Николай Танаев дүйнөдөн кайтты